# Л’Опиталь (коммуна)
Л’Опиталь (фр. L'Hôpital) — коммуна во французском департаменте Мозель региона Лотарингия. Относится к кантону Сент-Авольд-2.

## География

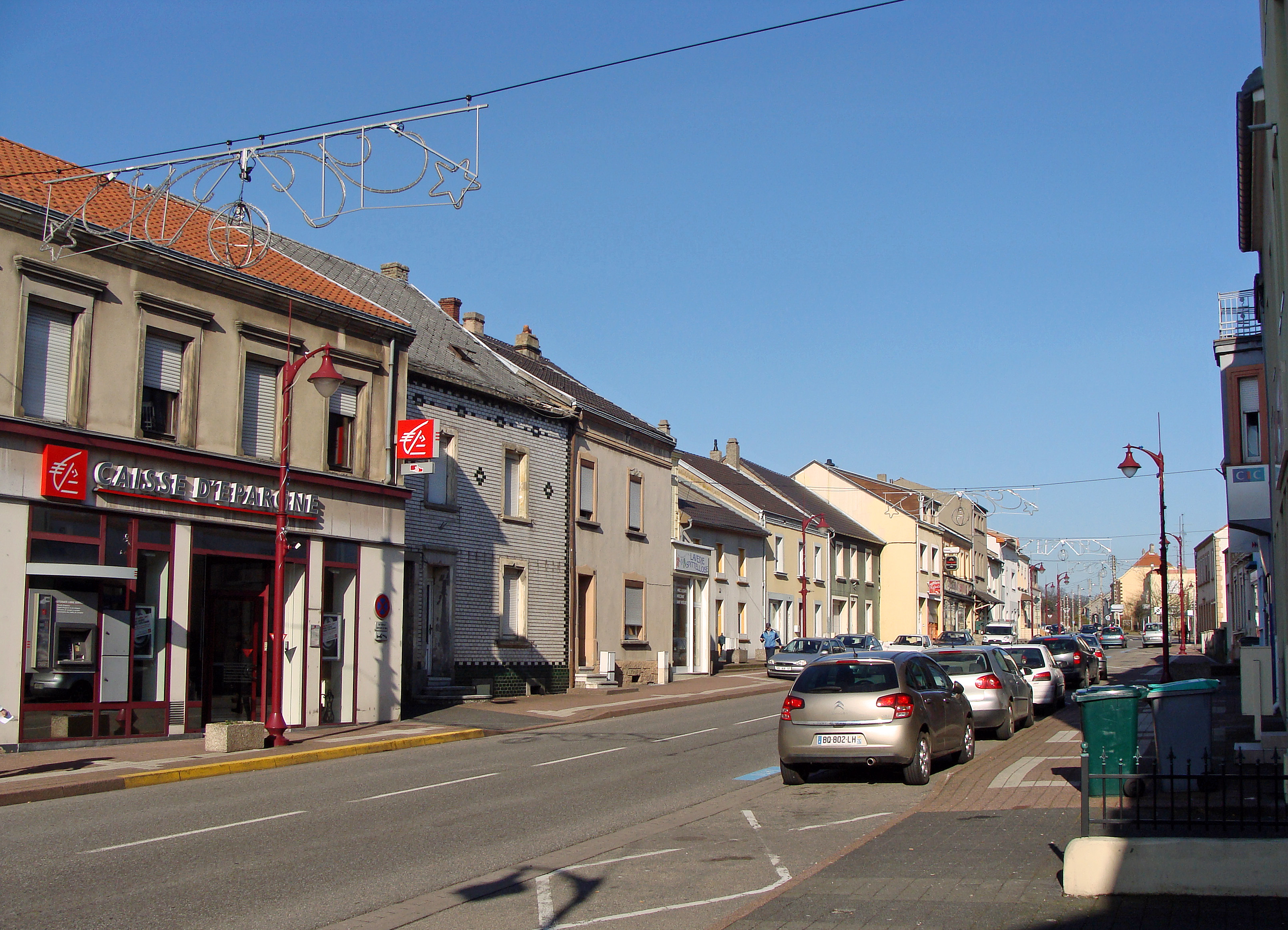
Л’Опиталь, рю-дю-марешаль-Фош.

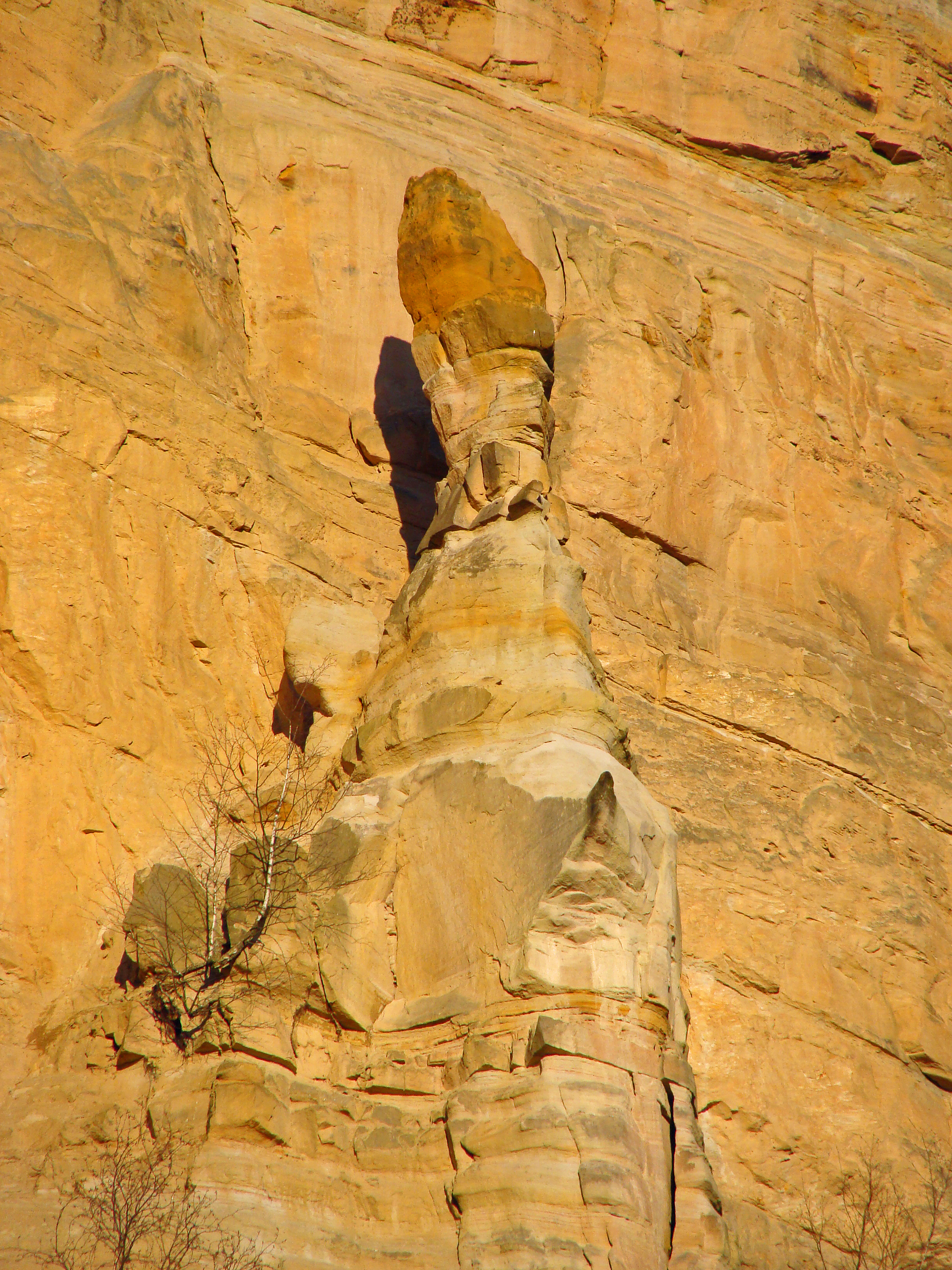
Выход триасовых отложений в окрестностях Л’Опиталь.

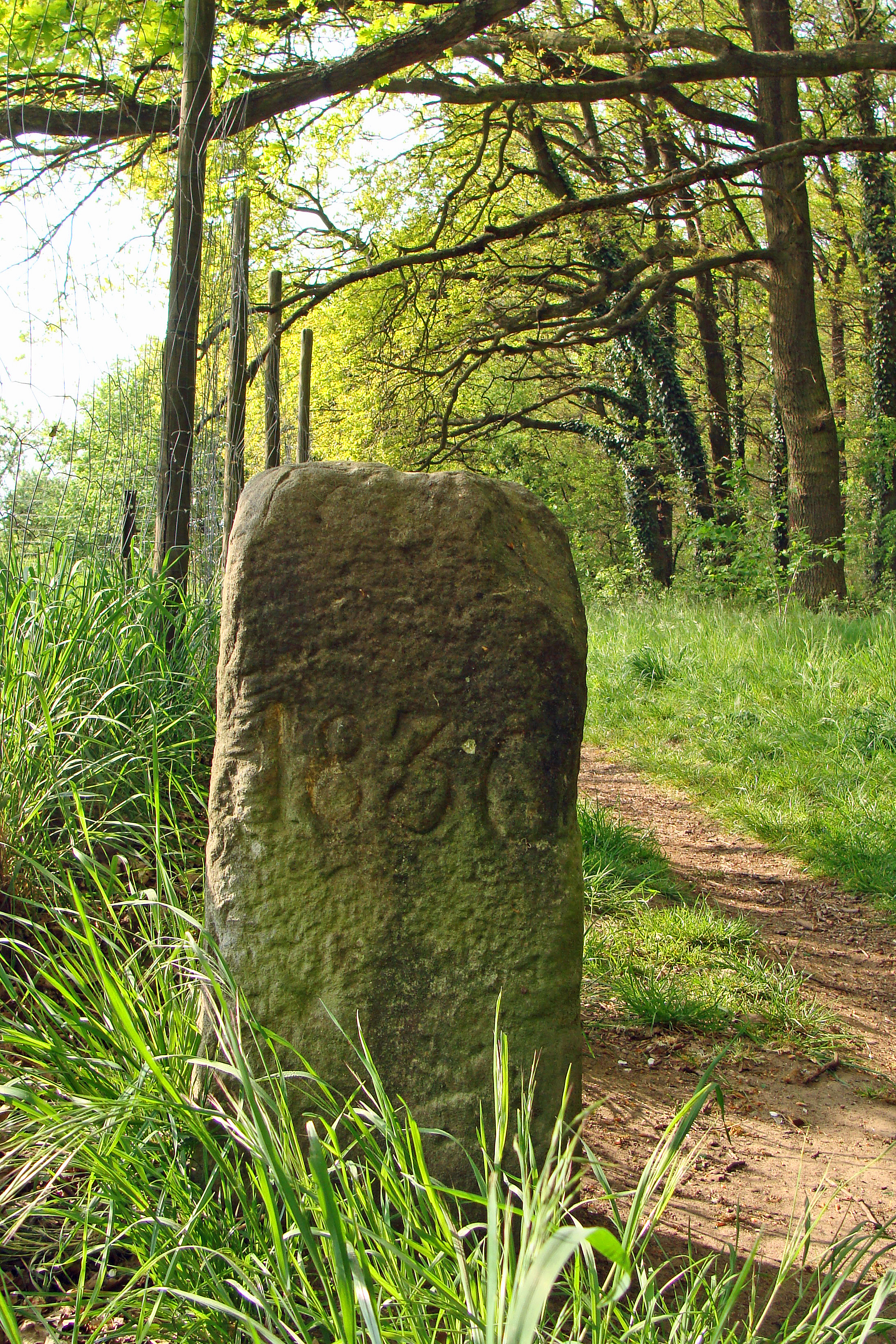
Пограничный столб на бывшей франко-германской границе (1830).

Л’Опиталь расположен в 320 км к востоку от Парижа и в 45 км к востоку от Меца. Город расположен в природном лесном массиве Варндт. В окрестностях протекают небольшие реки Лотербак, Мерленбак и Дорренбак, впадающие в Россель. Здесь проходит Лотарингский угольный бассейн, второй крупнейший во Франции.

## История
- Римская дорога из Меца проходила недалеко от города. Здесь обнаружен галло-романский некрополь.
- В 1198 году на границе Варндта монахами-сестерцианцами аббатства Виллер-Бетнак была основана ферма Мерль. В 1210 году вдова графа Саарбрюккена вместе с его братом Генри забрали эту землю для строительства госпиталя, который и дал в 1214 году городу современное название.
- Долгое время поселение было разделено на две части, подчинявшиеся Саарбрюкскому графству и герцогству Лотарингия.
- Л’Опиталь, как все окрестные поселения, сильно пострадал в ходе Тридцатилетней войны.
- В 1767 году французский король Людовик XV присоединил часть Л’Опиталя Буа-Ришар к баронату Иберхерн, который в 1770 году был соединён с Францией.
- В 1855 году начался процесс индустриализации и развития угледобывающей промышленности. Шахта Сен-Макс стала одной из первых угледобывающих шахт в Лотарингском угольном бассейне.
- После поражения Франции во франко-прусской войне 1870—1871 годов вместе с Эльзасом и департаментом Мозель был передан Германии по Франкфуртскому миру и вновь стал называться Карлинген.
- Был возвращён Францией после Первой мировой воины по Версальскому мирному договору в 1918 году.
- Коммуна стояла на линии Мажино. В начале Второй мировой войны 1 сентября 1939 года город был полностью эвакуирован перед тем, как Франция объявила войну нацистской Германии.

## Демография
По переписи 2011 года в коммуне проживало 5 427 человек.

## Достопримечательности
- Церковь Сан-Николя (13 век).